# 明治神社 (松戸市)
明治神社（めいじじんじゃ）は、千葉県松戸市上本郷にある神社。

## 祭神
- 國常立神

## 歴史
元禄15年（1702年）に妙見社として創建され千葉氏の守護神である妙見菩薩を祀っていた。明治5年（1872年）に神仏混合禁止令により明治神社に社名が改められた。
この地は上本郷台地上にあり、本郷城という城跡とみられ、土塁・空堀・櫓台的高所などの遺構がみられたという。

## 文化財

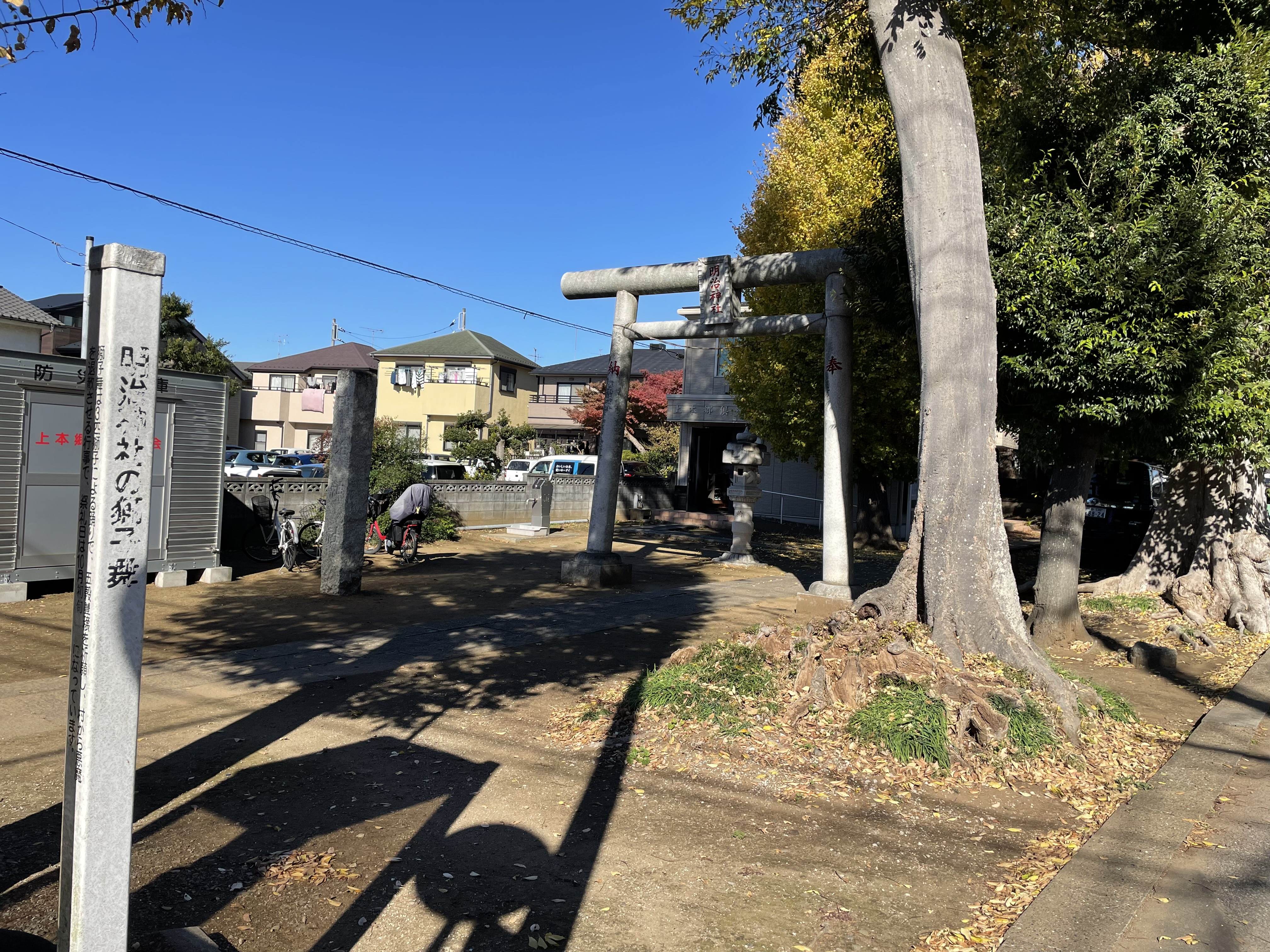
明治神社の獅子舞標柱

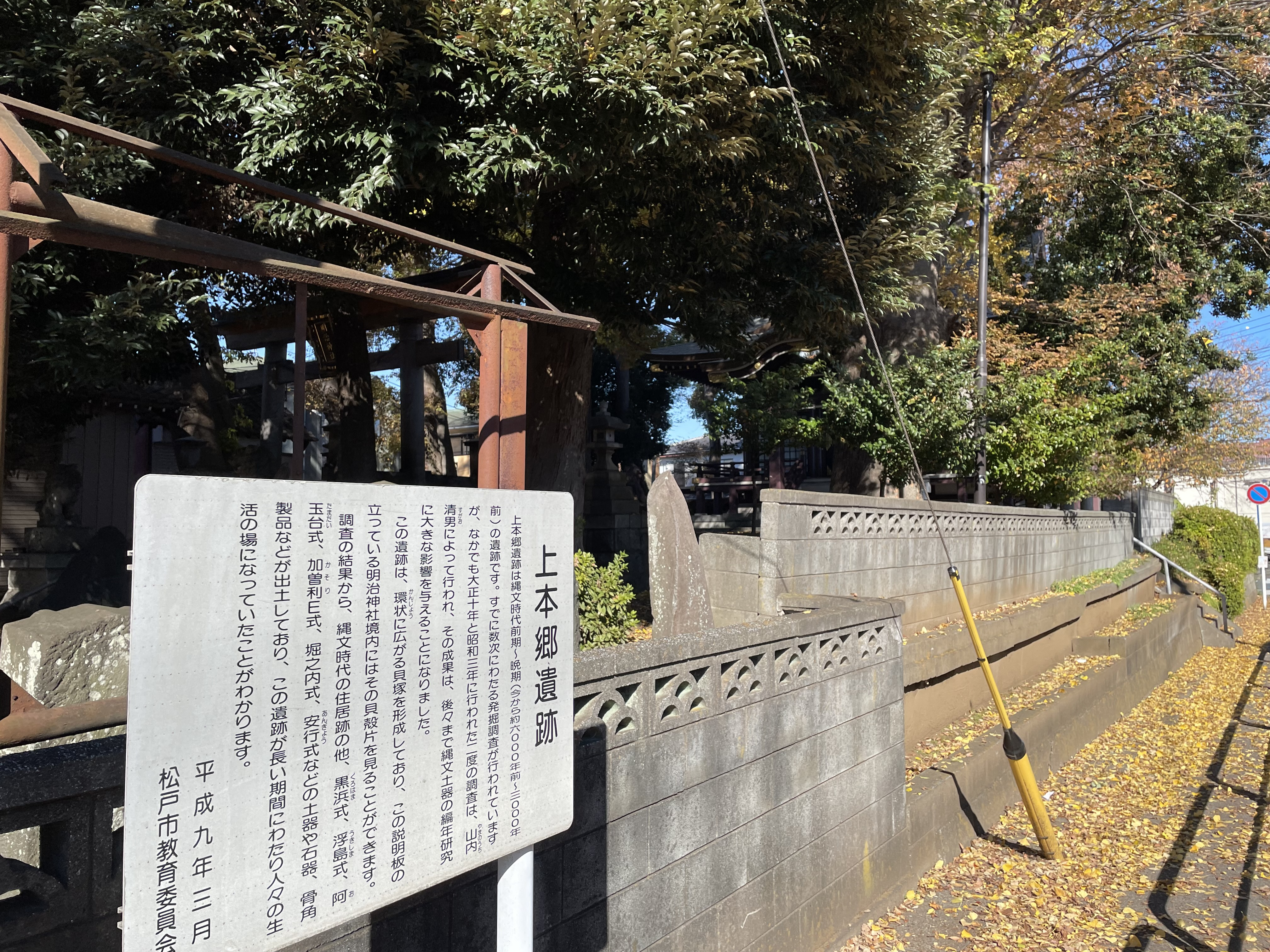
上本郷遺跡

### 無形民俗文化財（市指定）
- 松戸の三匹獅子舞

松戸市内大橋・和名ヶ谷・上本郷の3地区に伝わる獅子舞で、明治神社では風早神社とともに行われ、胴幕に一人が入る一人立ちで三匹の獅子が踊る。他に猿や花笠役がつく場合もある。

### 上本郷遺跡
本殿脇には上本郷遺跡の案内板があり、付近で旧石器時代の石器、縄文土器、弥生土器などが発掘されている。

## 境内

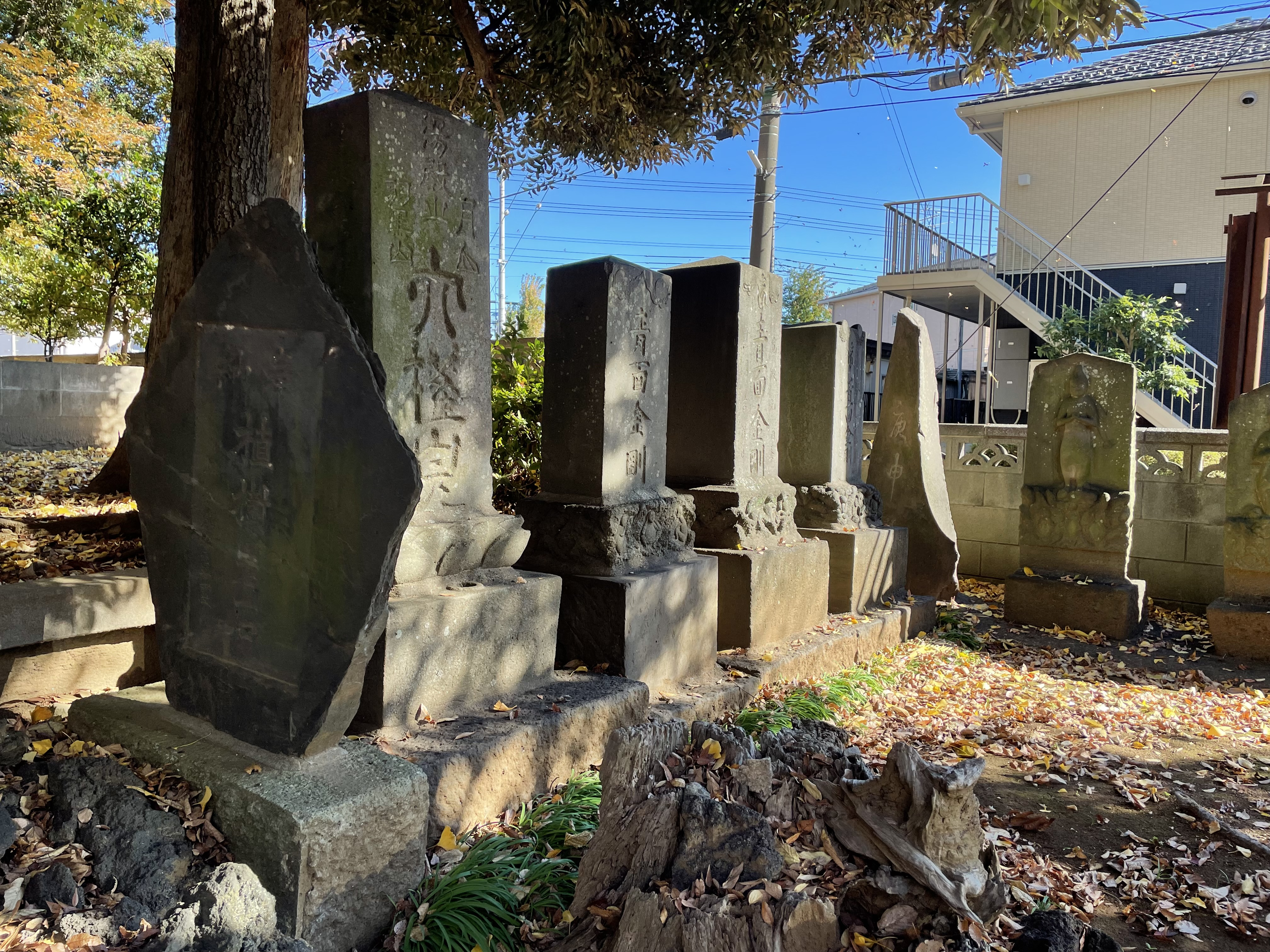
庚申塔など

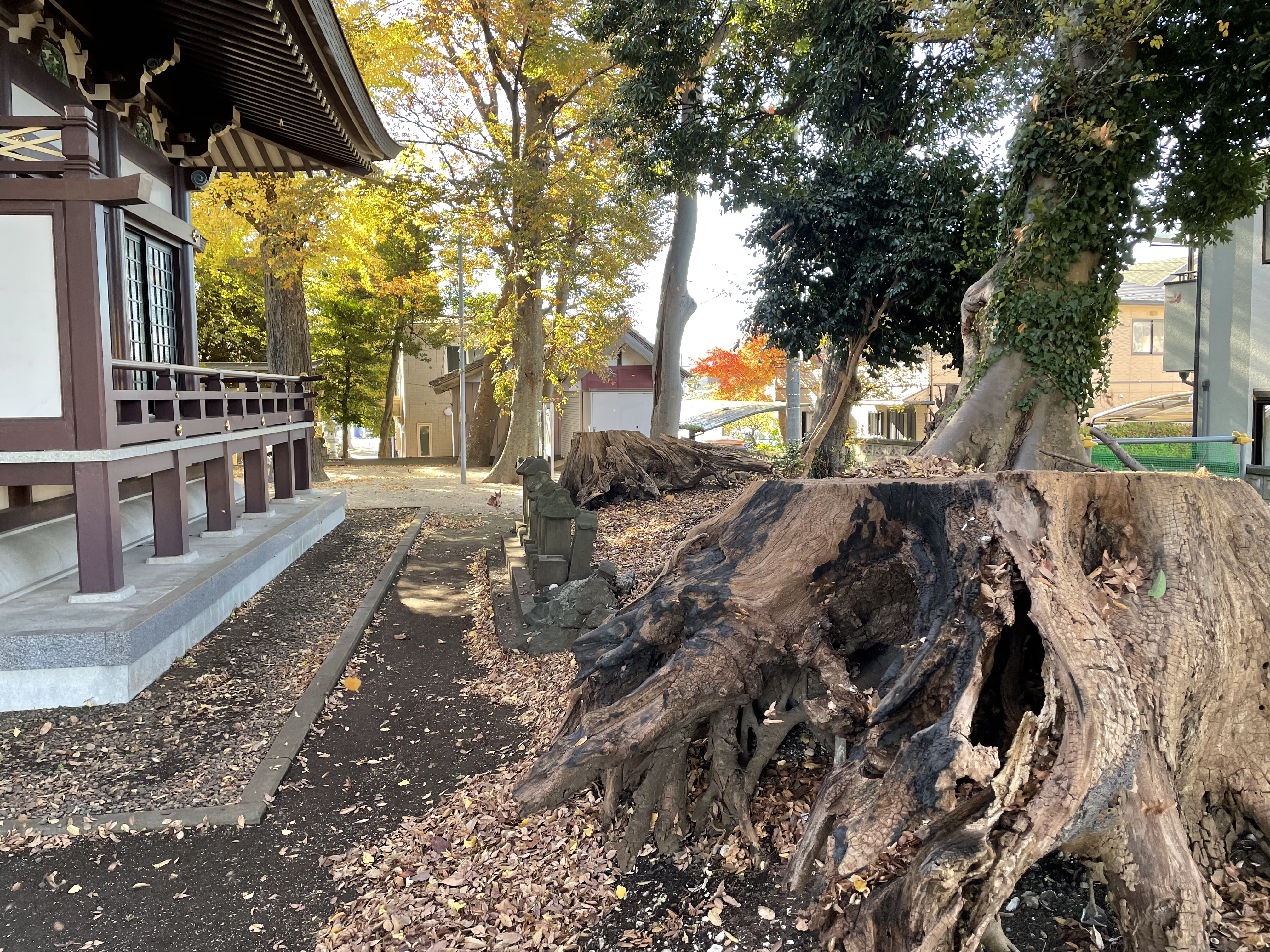
拝殿左脇の石祠と2001年頃の火災跡の残る巨木の切り株

庚申塔、二十三夜塔、石祠などがある。

## 交通アクセス
- 東日本旅客鉄道（JR東日本）常磐緩行線北松戸駅下車後、徒歩約7分
- 京成松戸線上本郷駅下車後、徒歩約12分
- 京成バス明治神社バス停下車後、徒歩約1分